# Sindromul Meacham
Sindromul Meacham este o boală genetică rară care se caracterizează prin anomalii pulmonare, diafragmatice și genito-urinare.

## Semne și simptome
Adesea, persoanele cu această afecțiune se nasc cu plămâni subdezvoltați⁠(d) și cu o hernie a diafragmei⁠(d).
Simptomele urinare includ un rinichi în formă de potcoavă⁠(d).
Simptomele genitale sunt diferite în funcție de sexul biologic al copilului, bărbații genetici (46,XY) au de obicei pseudohermafroditism⁠(d), organe genitale ambigue și hipospadias perineal. Femelele genetice (46,XX) au adesea uter septat⁠(d) și duplicarea vaginului⁠(d). În unele cazuri, cariotipul este necesar pentru a cunoaște sexul biologic al copilului.
Simptomele suplimentare includ neoplasm, criptorhidie⁠(d), defect septal ventricular⁠(d), defect septal atrial⁠(d), hernie, persistența canalului arterial⁠(d), tetralogia Fallot și hipoplazia⁠(d) penisului.

## Cauze
Această afecțiune este cauzată de o mutație autozomal dominantă missense⁠(d) în gena WT1⁠(d), în cromozomul 11. Aceasta a fost descoperită prin intermediul a doi frați vitregi raportați de Suri et al.

## Epidemiologie
Conform OMIM, doar 12 cazuri au fost descrise în literatura medicală.